# Sharon Bowles
Sharon Bowles est une députée européenne britannique née le 12 juin 1953 à Oxford.
Elle est membre des Démocrates libéraux et du groupe Alliance des Démocrates et des Libéraux pour l'Europe.
Elle est présidente de la Commission des affaires économiques et monétaires et donc à ce titre membre de la conférence des présidents des commissions. Elle est membre suppléante de la commission des affaires juridiques et de la délégation pour les relations avec les États-Unis.
Elle devient pair à vie en 2015.